# Last Straw
Last Straw és una pel·lícula de terror-thriller estatunidenca del 2023 dirigida per Alan Scott Neal, escrita per Taylor Sardoni i produïda per Dane Eckerle, Daniel Brandt, Phil Keefe i Cole Eckerle. Protagonitzada per Jessica Belkin, Taylor Kowalski i Jeremy Sisto, la pel·lícula se centra en una jove cambrera que lluita per la seva vida al llarg d'una llarga nit quan una sèrie d'esdeveniments desafortunats provoquen una matança a la porta d'un restaurant rural.
La pel·lícula es va estrenar al LVI Festival Internacional de Cinema Fantàstic de Catalunya el 6 d'octubre de 2023, abans d'estrenar-se en sales seleccionades, digital i VOD el 20 de setembre de 2024 per Shout! Studios.

## Repartiment
- Jessica Belkin com a Nancy Osborne
- Taylor Kowalski com a Jake Collins
- Joji Otani-Hansen com a Bobby
- Christopher M. Lopes com a Petey
- Jeremy Sisto com Edward Osborne
- Glen Gould com el xèrif Brooks
- Michael Giannone com a Coop
- Tara Raani com a Tabitha

## Música
Alan Palomo de Neon Indian va compondre la partitura original de la pel·lícula.

## Llançament
La pel·lícula es va estrenar al LVI Festival Internacional de Cinema Fantàstic de Catalunya el 6 d'octubre de 2023. La pel·lícula es va projectar al Beyond Fest el 8 d'octubre de 2023, el Festival de Cinema d'Austin el 28 d'octubre de 2023, el Festival Internacional de Cinema Fantàstic de París l'11 de desembre de 2023 i el Festival Internacional de Cinema Fantàstic de Brussel·les el 10 d'abril de 2024.
Shout! Studios va adquirir els drets nord-americans i va estrenar la pel·lícula en sales seleccionades, digitals i VOD el 20 de setembre de 2024.

## Recepció
Al lloc web de l'agregador de ressenyes Rotten Tomatoes, el 77% de les 35 ressenyes dels crítics són positives, amb una valoració mitjana de 6,6/10.